# Echali v tramvae Il'f i Petrov
Echali v tramvae Il'f i Petrov (Ехали в трамвае Ильф и Петров) è un film del 1972 diretto da Viktor Abrosimovič Petrov.

## Trama
Il film racconta la vita del paese dei sovietici negli anni '30 del XX secolo.